# Покровская церковь (Асунсьон)
Церковь Покрова Пресвятой Богородицы (исп. Iglesia Ortodoxa Rusa de la Virgen del Amparo) — церковь Южно-Американской епархии Русской православной церкви заграницей, расположенная в Асунсьоне (Парагвай).

## История храма в XX веке
Приход был организован русскими эмигрантами про инициативе генерал-майора Николая Эрна, приехавшего в Парагвай в 1924 году. «По инициативе и приглашению Н. Ф. Эрна в квартире князя Я. К. Туманова 1-го августа 1926 г. состоялось Общее Собрание русских православных христиан, живущих в г. Асунсьоне и в провинциях Республики Парагвай». Присутствовал 31 человек. Председателем был выбран Алексей Каширский и секретарём — Георгий Бенуа. Общее собрание постановило желательным создать православную церковь в Асунсьоне. Для изыскания средств на строительство храма был избран комитет из четырёх человек: Н. В. Бобровского, В. Н. Пестрикова, Н. М. Голубинского и самого Н. Ф. Эрна.
Были направлены письма с просьбой о помощи председателю Архиерейского Синода РПЦЗ митрополиту Антонию (Храповицкому), управляющему русскими православными приходами в Западной Европе митрополиту Евлогию (Георгиевскому) и управляющему русскими приходами Южной Америки протопресвитеру Константину Изразцову. Кроме того за помощью обратились к местным православным арабам и сербам. 26 сентября того же года подавляющим большинством было решено приступить к организации прихода и устройства церкви.
5 сентября 1927 года часть русской колонии в Асунсьоне во главе с церковным комитетом встречает «хлебом и солью» архимандрита Пахомия, первого настоятеля нового прихода. В помещении временной церкви в бывшем «русском доме» отслужили благодарственный молебен, а затем вместе пили чай. 11 сентября совершена первая Божественная литургия.
Церковь соорудили по чертежам эмигрировавшего в Парагвай военного инженера капитана Георгия Шмагайлова. Постройкой храма безвозмездно руководил инженер Н. А. Снарский.
26 октября 1928 года храм Покрова Пресвятой Богородицы был освящен протопресвитером Константином Изразцовым в сослужении архимандрита Пахомия. Был утверждён Устав прихода, а князь Язон Туманов проводит юридическую регистрацию прихода на основании законов Парагвайской Республики.
Епископ Леонтий (Филиппович) на Архиерейском Соборе РПЦЗ в октябре 1953 года так говорил об архимандрите Пахомие:

Первый священник там был архимандрит Пахомий, благочестивый, но простец. Он не пришёлся там ко двору. Там есть два течения: одно возглавлялось генералом Эрном, а другое Корсаковым. Генерал Эрн, он благочестивый человек, но нездорового мистического направления. Он создал братство Св. Иоанна Богослова, которое занимается издательством. Для характеристики нездорового духа этого издательства еп. Леонтий указывает на изданное братством: «Житие Екатерины Сиенской». Другое течение возглавляется Корсаковым. Он лидер русских масонов в Парагвае. Будучи героем войны с Боливией, он имеет громадное влияние в стране, но влияние его на церковные дела самое отрицательное. О.Пахомий должен был уехать в Шанхай.

После Пахомия настоятелем стал священник Михаил Кляровский. Игорь Киселев писал в 1935 году:

Замечательно приятное впечатление производит русская церковь. Маленькая, уютная под громадным развесистым деревом на ветвях которого кричат дикие попугаи. С помощью нашего протопресвитера о. Константина Изразцова построена она самими русскими жителями Асунсиона. Вся утварь, плащаница, ковчежец, большие подсвечники и все остальное сделано своими руками. По стенам висят иконы, украшенные полотенцами с русской вышивкой, цветами. На левой стене прибиты мраморные доски с высеченными на них именами погибших на войне за Парагвай наших офицеров. На редкость прекрасный хор под регентством доктора Гайдукова оставляет приятное впечатление. Хорошо ведет службу о. Михаил Кляревский. Каждое слово произносит с большим чувством, передавая присутствующим своё молитвенное настроение.

После окончания парагвайско-боливийской войны (1932—1935) в храме поместили шесть небольших плит, на которых выбиты имена шестерых погибших в этой войне русских офицеров.
В 1937 году настоятелем церкви становится протоиерей Порфирий Бирюков, который прослужил здесь до своей смерти в 1956 году. Когда протоиерей Порфирий почувствовал приближение смерти, он начал готовить диакона Василия Вахромеева к рукоположению во иерея, с тем, чтобы было кому отпеть его — других православных священников в стране не было.
Золотое время Асунсьонского прихода — 1940—1960-е годы. Русские в это время в Парагвае жили дружно. Всех сплачивал Покровский приход. В 1940-х годах сложилась Ассоциация белых русских. Почти одновременно появился дамский комитет. Действовали русская библиотека, русский хор, русский театр. Устраивались собрания, вечера. После Василия Вахромеева настоятелями были игумен Варлаам (Вемлов) и Алексий Яблочков.
С 1960-х годах из-за ассимиляции русских ситуация стала меняться. Первое поколение эмигрантов вымирало. Их дети и внуки практически не занимались поддержанием объединений соотечественников, в результате чего они угасали. 25 декабря 1967 года настоятелем Свято-Покровского храма в Асунсионе и Свято-Николаевского храма в Энкарнасионе был назначен иерей Иоанн Петров.
Русская эмигрантская газета в 1978 году сообщала:

Русские в Асунсьоне пользуются весьма благосклонным отношением к ним правительственных кругов во главе с Президентом республики генералом Альфредо Стресснером. На отпевании полковника Андреева и майора Корсакова в нашей церкви присутствовал Президент Республики и все министры, а воинские части всех родов оружия держали почетный караул у гроба. Отпевание почивших и погребение на кладбище совершал настоятель церкви протоиерей Иоанн Петров, пользующийся большим авторитетом, как среди горожан, так и в правительственных кругах. Большой трагедией для православных в Парагвае является то, что нет кандидатов в священники в помощь о. Иоанну, который остался единственным священником на всю страну, где существует пять храмов. Хотя лета о. Иоанна не молодые и здоровье слабое, но он ревностно исполняет свои пастырские обязанности, не щадя своих сил, посещает колонии, в которых проживают тысячи православных колонистов.

В 1982 году протоиерей Иоанн Петров принял в монашество с именем Иннокентий, а через год стал епископом Асунсьонским, викарием Аргентинской епархии. С кончиной в 1983 году архиепископа Афанасия (Мартоса) епископ Иннокентий возглавил Аргентинскую епархию. Несмотря на это, основную часть своего времени он проводил в Асунсьоне, поддерживая церковную жизнь в Уругвае.
После кончины в 1987 году епископа Иннокентия приход лишился постоянного священника. Богослужения проводил в три-четыре месяца священник из Буэнос-Айреса, что не могло положительно отразиться на приходской жизни.

## История храма в XXI веке
В мае 2007 году протоиерей Владимир Шленев, который окормлял русских православных верующих в Асунсьоне, не приняв Акта о каноническом общении, ушёл в раскол. Почётный консул России в Парагвае Игорь Флейшер-Шевелёв так вспоминал этот момент:

Я поначалу ничего об этом не знал. Накануне Дней России в Парагвае, прошедших в ноябре 2008 года с участием архиереев, российских политиков, хора Сретенского монастыря, сюда прибыл секретарь митрополита Восточно-Американского и Нью-Йоркского Илариона (Капрала) протоиерей Михаил Бойков. Он сообщил мне, что взял с собой походный алтарь для богослужений. Я удивился и напомнил, что в Асунсьоне действует русский храм. В ответ отец Михаил заявил: «Вы отошли от Зарубежной Церкви, поэтому мы не можем служить на вашем приходе». Для меня эта новость была как гром среди ясного неба. Я пообещал уладить проблему. Парагвайские русские прекрасно помнят, каких трудов их отцам и дедам стоило построить церковь. Они никогда бы не позволили отдать её неканонической группировке. По моей просьбе русская община направила старосте прихода письмо, в котором просила его не допускать протоиерея Шленёва к служению в Покровском храме. Таким образом мы вернули наш храм Русской Зарубежной Церкви. Русские кладбища нам тоже удалось отстоять.

15 ноября 2008 года епископ Каракасский Иоанн (Берзинь) возглавил вечерню в Покровской церкви. За богослужением молился Посол России в Парагвае Ю. П. Корчагин. Для поклонения верующих в храм Покрова Пресвятой Богоматери была принесена чудотворная Державная икона Царицы Небесной. 16 ноября 2008 года в заключительный день Днеё Русской культуры в Южной Америке митрополит Восточно-Американский и Нью-Йоркский Иларион (Капрал), митрополит Аргентинский и Южно-Американский Платон (Удовенко), архиепископ Хустский и Виноградовский Марк (Петровцы), архиепископ Рязанский и Касимовский Павел (Пономарёв), епископ Домодедовский Евтихий (Курочкин), епископ Каракасский Иоанн (Берзинь) совершили в Покровском храме города Асунсьона Божественную литургию. Тогда же было объявлено, что настоятелем Покровского прихода в Асунсьоне назначен епископ Каракасский Иоанн.
После возвращения прихода в РПЦЗ богослужения здесь совершал клирик Московского Патриархата игумен Варфоломей (Овьедо), который приезжал сюда не чаще одного раза в три месяца.
20 апреля 2010 года во время встрече председателя ОВЦС митрополита Волоколамского Илариона (Алфеева) в Москве с чрезвычайным и Полномочным Послом Республики Парагвай в Российской Федерации Марсиалем Бобадильей Гильеном последний «выразил сожаление, что на протяжении ряда лет русские приходы в Асунсьоне и Энкарнасьоне не имеют священника, из-за чего присутствие Православной Церкви в Парагвае мало заметно. По словам дипломата, у Русской Православной Церкви есть немалые перспективы в Парагвае, учитывая многочисленность русской диаспоры и симпатию парагвайцев к русской духовной культуре»
30 июня по 3 июля 2011 года в рамках празднования 200-летия независимости Парагвая страну посетил председатель ОВЦС митрополит Иоларион (Алфеев), который совершил богослужения, встретился с руководством страны и соотечественниками, выступил с лекцией в Католическом университете Парагвая, посетил католическую архиепископию Асунсьона. 3 июля митрополит Иларион посетил Покровский храм. Вместе с митрополитом Аргентинским и Южноамериканским Платоном (Удовенко) митрополит Иларион совершил заупокойную литию по русским эмигрантам, жившим в Парагвае.
В апреле 2012 года у храма появился первый с 1987 года постоянный священник — иерей Игорь Терентьев, который отмечал: «храм нуждался в ремонте и покраске, буйная тропическая зелень оккупировала территорию церкви. Но, главное, фактически не было христианской общины и совсем не было материальных средств, на которые приход можно было бы восстановить. <…> с 1957 года, христианская община Асунсьона сократилась почти в шесть раз».
При новом настоятеле было избрано приходское собрание и другие органы управления, нашлись благотворители-парагвайцы, которые отремонтировали храм, очистили территорию церкви от тропической зелени и посадили розы и ёлочки. На Пасху 2013 года в храм пришло около 50 человек. По словам Игоря Терентьева: «За два года моего служения в Парагвае в нашем храме сложилась небольшая, но дружная община; на средства благотворителей были проведены капитальный ремонт храма и благоустройство прилегающей территории; было организовано празднование 85-летия со дня состоявшегося в 1928 году освящения храма в Асунсьоне. Священника здесь встретили с большой любовью, и на протяжении всего времени моего служения я всегда получал от прихожан всестороннюю помощь и добрые советы». 25 декабря 2013 года иерей Игорь Терентьев переведён на приход Блаженной Матроны Московской в Лиме (Перу), после чего приход вновь остался без постоянного священника.
В праздник Сретения Господня 15 февраля 2016 года в храме совершил Божественную литургию Патриарх Московский и всея Руси Кирилл в сослужении митрополита Волоколамского Илариона (Алфеева), митрополита Бориспольского и Броварского Антония (Паканича), епископа Кливлендского Петра (Лукьянова), епископа Солнечногорского Сергия (Чашина), епископа Каракасского и Южно-Американского Иоанна (Берзиня), епископа Канберрского Георгия (Шейфера), епископа Аргентинского и Южноамериканского Леонида (Горбачёва), епископа Манхэттенского Николая (Ольховского), епископа Богородского Антония (Севрюка), архимандрита Филарета (Булекова), священника Александра Волкова, священника Максима Боярова. Из-за небольшого размера Покровского храма за Литургией нескольких архиереев престол был установлен в центре храма перед иконостасом, а верующие молились на территории перед храмом — на улице Нуэстра Сеньора де ла Асунсьон. Богослужебные песнопения исполнил хор духовенства Московской епархии. В своём обращении после Божественной Литургии предстоятель произнёс такие слова:

Я благодарю Бога, что храм существует несмотря на трудности и что есть верующие люди… Сегодня мы наблюдаем очень опасное явление в современной человеческой цивилизации. Может быть, оно не так заметно в Парагвае, но в европейских и американских странах это явление становится всё более и более заметным. Это явление называется дехристианизацией: когда христианская вера, но, что самое главное, христианские нравственные ценности вытесняются из общественной и даже личной жизни людей. Происходит изгнание Бога из нашей жизни. Я должен сказать, что в России,… Украине и других странах, где Русская Православная Церковь имеет свою паству, мы наблюдаем обратный процесс: укрепляется христианская вера в людях, строятся тысячи храмов и монастырей. Это совершенно уникальное, неведомое ранее в истории возрождение христианства. И многие задают вопрос, а почему это происходит? Мы знаем почему это происходит. Потому что в Советском союзе, сверхдержаве, в которой была концентрирована в одних руках вся экономическая, военная, научная и культурная сила огромного народа, двести пятьдесят миллионов людей имели мечту — построить богатую и справедливую жизнь, счастливую жизнь. Но только в этих усилиях не было главного — не было Бога. И вся эта концентрация человеческой силы, в конце концов, превратилась в прах. И когда всё это стало свершаться, то люди поняли, что без Бога невозможно построить мирной, справедливой и счастливой жизни. И потому наше послание всему миру: храните Бога в своей жизни, храните Бога в ваших сердцах, ничего не получится хорошего без Бога — ни счастья, ни радости, ни успеха. Это опыт десятков и десятков миллионов людей, которые в Советском союзе мечтали о такой жизни.

В ходе встречи с Патриархом Кириллом, за редким исключением, никто из членов Ассоциации русских и их потомков не смог задать вопрос Патриарху по-русски. После разговора с прихожанами Патриарх Кирилл Пообещал в срочном порядке подыскать «хорошего кандидата для направления сюда в качестве священника».
13 октября 2016 года в Асунсьон прибыл иеромонах Павел (Журавлев), клирик Россошанской епархии. По прибытии к месту своего служения иеромонах Павел совершил всенощное бдение в канун престольного праздника храма, а в самый день праздника — Божественную литургию. По окончании богослужения священнослужитель встретился и пообщался с членами приходской общины. 16 октября Божественную литургию в Покровском храме совершил епископ Каракасский и Южноамериканский Иоанн, который официально представил приходу нового пастыря.